# یک لحظه
یک لحظه (به اسپانیایی: Un Momento) تک‌آهنگی از هنرمند اهل رومانی اینا که در سال ۲۰۱۱ میلادی منتشر شد.
این تک‌آهنگ در چارت‌های جزو ده ترانه اول قرار گرفت.